# Abechuco
Abechuco (en euskera y oficialmente Abetxuko) es un concejo del municipio de Vitoria, perteneciente a la Cuadrilla de Vitoria, en la provincia de Álava, País Vasco (España).

## Toponimia
Es mencionado por primera vez en el Cartulario de San Millán de la Cogolla de 1025, donde aparece bajo la denominación Avoggoco. En 1257 y 1332 aparece como Abuchucu. En 1481 aparece mencionado tanto Abechuco como Abechucu. En diferentes documentos del siglo XVI y XVII aparece mencionado como Abechucu o Abechuqu, también como Avechuco.

## Geografía
Está situado a algo más de 4 km al norte del centro de la ciudad de Vitoria, a la derecha del río Zadorra y en la ladera sur del monte Araka. Dentro de su territorio se ubica parcialmente la Base Militar de Araca del Ejército Español. La Autovía A1 atraviesa el territorio del concejo dividiéndolo por la mitad, quedando la Base Militar de Araca al norte y el pueblo de Abechuco, junto con el barrio con el mismo nombre, al sur de la autovía. 
| Noroeste: Yurre    |              | Nordeste: ejemplo   |
|                    |              | Este: Gamarra Mayor |
| Suroeste: Lopidana | Sur: Vitoria |                     |

## Historia
Es a partir del siglo XVII cuando empieza a consolidarse la forma que ha llegado hasta tiempos modernos, Abechuco. En un principio el nombre vasco de la localidad fue una simple adaptación a la grafía vasca, que es la que se oficializó. Sin embargo en 2001 la Real Academia de la Lengua Vasca propuso la forma Abetxuku como nombre de la población en euskera. Una de las etimologías sugeridas para el nombre del pueblo es «lugar de arándanos» del vasco ahabi+txoko.
Antigua aldea de las afueras de Vitoria. Quedó definitivamente ligada a la jurisdicción de la villa de Vitoria, tras un pleito que mantuvo esta con la Cofradía de Arriaga en el siglo XIV. El rey Alfonso XI concedió la jurisdicción de Vitoria sobre Abechuco, así como sobre otras 41 aldeas que estaban en litigio entre el concejo de Vitoria y la Cofradía de Álava.

## Geografía humana
A finales de la década de 1950 se inició la construcción de un barrio de tipo obrero en los terrenos del concejo del que tomó su nombre y que dio origen al actual barrio. El "nuevo Abechuco" alcanzó en poco más de una década varios miles de habitantes. Fue el más extenso de los pueblos que crecieron en aquella época en el extrarradio de la ciudad de Vitoria. Apoyándose en el núcleo rural preexistente, la urbanización de Abechuco fue promovida en 1957 por el Ayuntamiento y la Caja de Ahorros Municipal de Vitoria, como un barrio en el extrarradio de Vitoria y alejado del centro de la ciudad (Según el proyecto municipal "...para que los trabajadores vivan cerca de sus centros de trabajo"). Fue creada para alojar a la creciente emigración interior (Andalucía, León, Extremadura, Galicia, Castilla...). El barrio de Abechuco fue edificado en dos fases, con construcciones unifamiliares en la primera (algunas construidas por sus mismos propietarios) y de bloques en la segunda.
Aunque situados uno junto al otro a muy poca distancia, el antiguo concejo, que es conocido popularmente como "Abetxuko el Viejo". mantiene en parte su antigua fisonomía en torno a la Ermita de San Miguel de Atxa o Iglesia del Santo Cristo y aún es distinguible del barrio. Aunque el barrio de Abechuco se edificó en terrenos del concejo de Abechuco, legalmente tiene la consideración de ser un barrio urbano más de la ciudad. Mientras, el concejo se conserva como una entidad administrativa de rango inferior al municipio con un territorio demarcado dentro del municipio de Vitoria. Una junta administrativa elegida por la vecindad, gestiona el concejo.
La calle El Cristo conecta el concejo con el barrio nuevo, que se encuentra a poco más de 200m de distancia. Quedan excluidos del territorio del concejo los adosados pares de la calle de El Cristo, que aunque adyacentes a Abetxuko el Viejo, no se consideran pertenecientes al mismo. El límite entre concejo y barrio pasa por la calle del Cristo y luego por el parque situado junto a la calle de los Nogales.  

## Demografía
| Gráfica de evolución demográfica de Abechuco entre 2000 y 2017 |
|                                                                |
| Población de derecho según los censos de población del INE.    |

## Equipamientos
Incluye dentro de su término el Centro de Empresas Agroecológicas Basaldea, una agroincubadora para la generación de nuevas explotaciones de agricultura ecológica y de ahí llega atravesando las Huertas de Urarte hasta el río Zadorra, que marca el límite meridional del concejo. Dentro de su territorio hay dos campos de tiro pertenecientes a la Base Militar de Araca, perteneciente al Ejército Español.

## Cultura

### Patrimonio material

#### Ermita de San Miguel de Atxa o del Santo Cristo

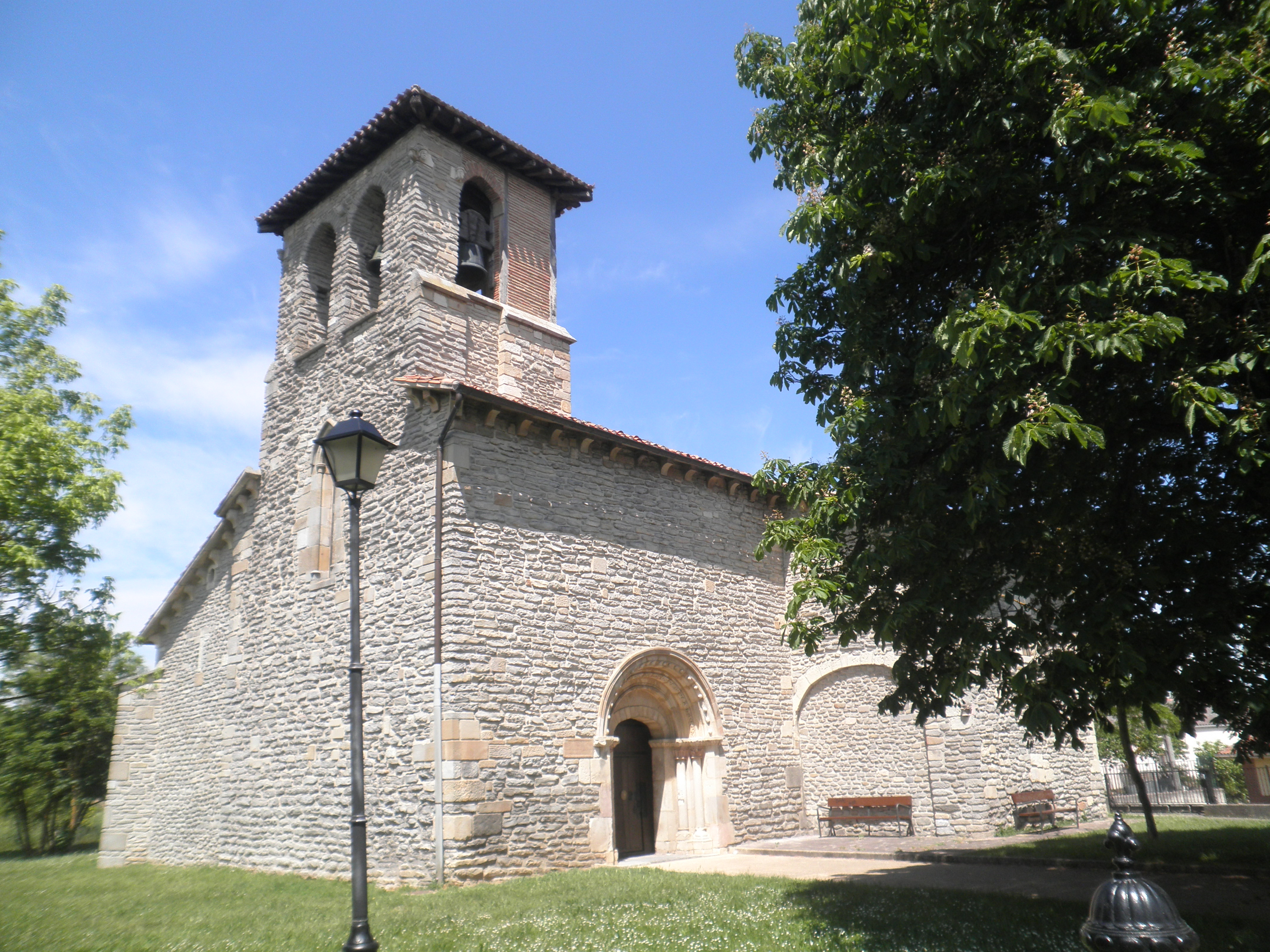
Vista de la Ermita

Es el edificio (tanto religioso, como civil) más antiguo que data del siglo XIII aproximadamente. Al templo se le incorpora un nuevo nombre, con la llegada del Cristo; y dicho Cristo es el que estaba en el Convento de Santa Catalina de Badaya, cuyos monjes decidieron trasladar a la ermita la talla del siglo XVI tras el abandono del mismo a causa de la Desamortización de Mendizabal. A la talla se le tiene mucha devoción e incluso se le atribuyen poderes milagrosos, dicha veneración supuso la construcción de un vía crucis (cuya inauguración data de 1949) en la que todas las Semana Santas se realiza con presencia de muchos fieles.

#### Puente Viejo de Abetxuko

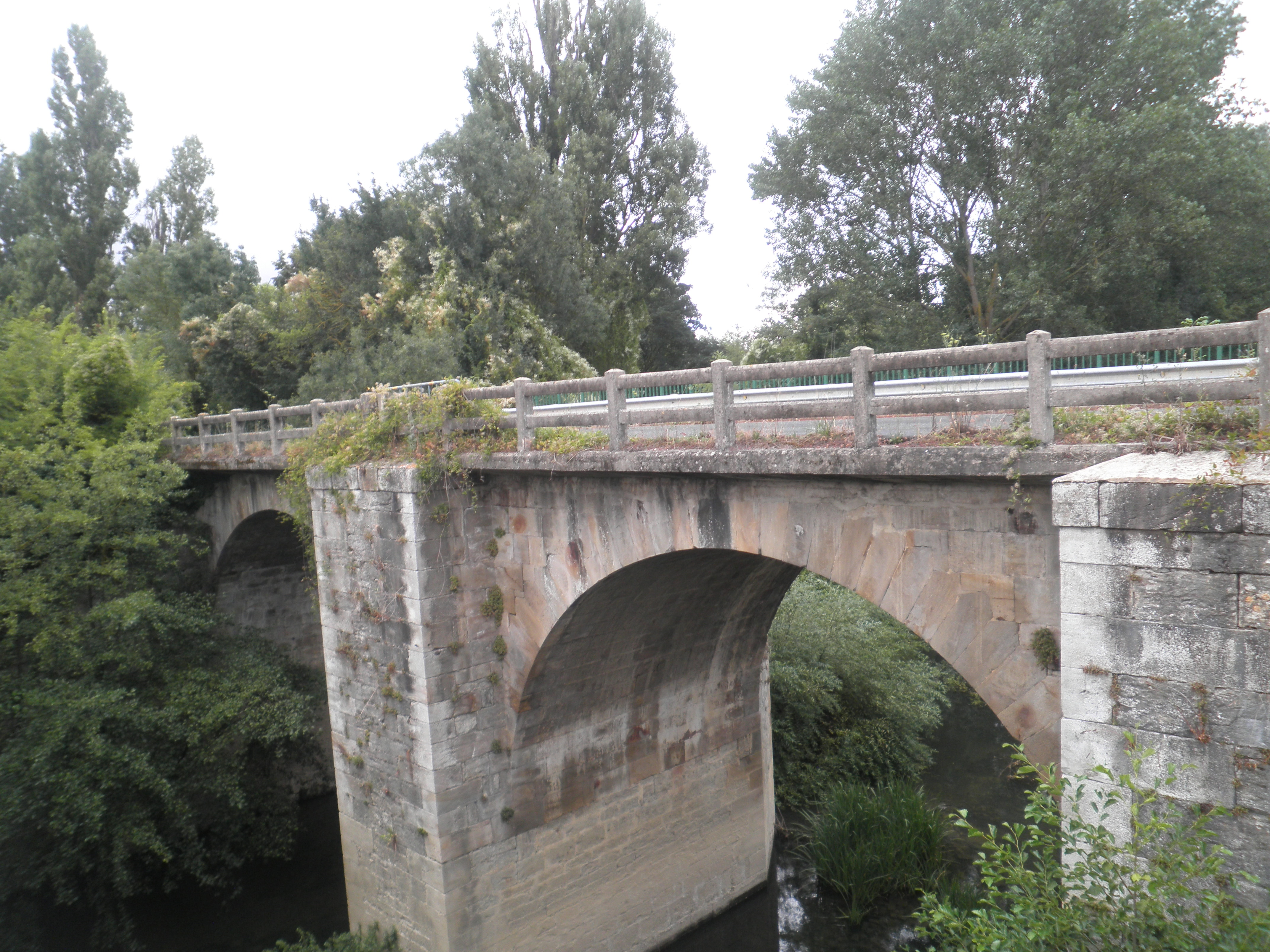
El puente en su estado original (tras la última reforma en los 50), dos meses antes de iniciar las obras de reconstrucción (agosto de 2015)

El puente original data del siglo XVI y fue reconstruido entre 1839 y 1840 tras la Primera Guerra Carlista. Con la construcción del barrio y la llegada de los primeros habitantes (1959), el puente fue asfaltado y contaba con una carretera con un carril en cada sentido y una estrecha acera. Está protegido como Bien Cultural Calificado con la categoría de Conjunto Monumental.

### Patrimonio inmaterial
- Fiestas de San José Obrero, en mayo.[13]
- Fiestas de Mikelin, en septiembre.[14]